# Baltic Cup 1940
Baltic Cup 1940 – turniej towarzyski Baltic Cup 1940, odbył się w dniach 6 - 8 września 1940 roku na Łotwie. Był to pierwszy turniej piłkarski po aneksji krajów bałtyckich przez ZSRR. W turnieju tradycyjnie wzięły udział trzy zespoły:drużyna gospodarzy, Litwy i Estonii.

## Mecze
| 6 września |  | Łotwa | 1 | - | 0 (0:0) | Litwa |

| 7 września |  | Estonia | 1 | - | 1 (1:0) | Litwa |

| 8 września |  | Łotwa | 2 | - | 2 | Estonia |

## Końcowa tabela
| M | Reprezentacja | L.m. | Zw. | Rem. | Por. | Bramki | R.br. | Pkt |
| 1 | Łotwa         | 2    | 1   | 1    | 0    | 3:2    | +1    | 3   |
| 2 | Estonia       | 2    | 0   | 2    | 0    | 3:3    | 0     | 2   |
| 3 | Litwa         | 2    | 0   | 1    | 1    | 1:2    | -1    | 1   |

Triumfatorem turnieju Baltic Cup 1940 został zespół Łotwy.